# Самарийпентацинк
Самарийпентацинк — бинарное неорганическое соединение
самария и цинка
с формулой Zn5Sm,
кристаллы.

## Получение
- Сплавление стехиометрических количеств чистых веществ:

{\displaystyle {\mathsf {Sm+5Zn\ {\xrightarrow {T^{o}C}}\ Zn_{5}Sm}}}

## Физические свойства
Самарийпентацинк образует кристаллы
гексагональной сингонии, пространственная группа P 6/mmm, параметры ячейки a = 0,5357 нм, c = 0,4268 нм, Z = 1,
структура типа пентамедькальция CaCu5
.